# 血の道症
血の道症（ちのみちしょう）とは、月経、妊娠、出産、産後、更年期など女性のホルモンの変動に伴って現れる精神不安やいらだちなどの精神神経症状および身体症状のことである。なお、医学用語としては、これら女性特有の病態を表現する日本独自の病名として江戸時代から用いられてきた漢方医学の用語である「血の道」について、1954年九嶋による研究によって西洋医学的な検討が加えられ「血の道症」と定義された。同義語に「血病」（ちやまい）、「血カタ」、「血が荒れる」などがある。

## 症状
血の道症にみられる症状は、以下のような自覚症状、精神症状、身体症状であり、同一の患者にいくつかの症状が共存する場合が多く約90%以上は5つ以上の症状を呈する。

### 自覚症状
血の道症の症状の多くは、以下のような神経症様症状あるいは不定愁訴的な自覚症状である。
1. 血管運動神経性：熱感、のぼせ、顔面紅潮、冷え、心悸亢進、腹部の動悸、頻脈、遅脈等
2. 運動器障害：腰痛、背痛、胸痛、筋痛、肩こり等
3. 知覚神経異常：過敏、鈍麻、しびれ、蟻走感等
4. 全身感覚異常：倦怠感、脱力感、疲労感、易疲労、あくび
5. 不定愁訴（いずれも器質的病変なし）：頭痛、頭重、眩暈、立ちくらみ、耳鳴、閃光視、眼精疲労

### 精神症状
不眠、不安、焦燥、多怒、易怒、興奮、抑うつ
このうち不眠と不安は多くの患者に随伴している。

### 身体症状
1. 皮膚および分泌異常：掻痒感、自汗、多汗、口喝、唾液過多等
2. 泌尿器異常：頻尿、排尿痛等
3. 消化器異常：嘔気、食欲不振、便秘、下痢等
4. 月経異常：月経不順、月経過多、月経寡少、無月経、月経困難等

## 鑑別
他の疾患との鑑別診断は以下のとおり。
- 血の道症は器質的病変を伴わないが、器質的疾患が合併している場合はまず器質的疾患の治療後、血の道症の症状が残る場合、血の道症の治療を行う[2][6]。
- 血の道症と本態性低血圧は鑑別しがたいが、最高血圧100mg未満の場合は低血圧症の治療を行う[2]。

## 現代的病名との関係
上記症状を示す疾患として以下の疾患があり、
1. 神経症：不安神経症、神経性心気症、ヒステリー
2. 精神疾患：統合失調症、周産性精神病、月経前緊張症、更年期精神病（更年期うつ病、更年期障害）

自律神経失調症の一部を含み、更年期障害を包括すると考えられる。

## 漢方医学的病理観
中国北宋代の『和剤局方』の婦人諸病門に「逍遙散」という漢方処方があり、その処方名を矢数道明は「よく婦人の血の道の雑多なる主訴、逍遙翺翔（しょうようこうしょう：フラフラ飛び廻る様な）として定まらないものを治す」との意味であり、捕えがたい血の道の病態によく合致するとしている。
これらの症状・愁訴は、漢方医学的には、気・血・水（き・けつ・すい）の変動、鬱滞や不均衡によっておこると考えられ、瘀血（おけつ）によるものが最も多い。
1. 気によって起る症状：不安、焦燥、のぼせ、動悸、多怒、易怒、抑うつなど血管運動神経や精神神経障害による諸症状で、月経の激変に際する情動の激化や生来の神経質など感情に支配される。
2. 血（瘀血）によって起る症状：頭痛、眩暈、動悸、熱感、冷え、しびれなど血管運動神経や精神神経障害、知覚障害症状が起こる。分娩、流産などの後で発生することも多い。
3. 水（水毒）によつて起る症状（1.2.に合併することがある）：頭痛、頭重、耳鳴、眩暈および不眠等の神経症状。胃内停水を認める。

## 治療

### 西洋医学的治療
西洋医学的には更年期障害と同様にホルモンバランスが原因の一つと考えられるため、ホルモン補充療法などが用いられる。また、精神安定剤、抗うつ薬、γ-オリザノールなども用いられる。

### 漢方医学的治療
血の道症を発症する患者の多くが漢方医学的には虚証であり、加味逍遙散が頻用される。
その他以下のような処方が証にあわせて用いられる。
- 実証であるもの：女神散（症状が頑固に固定）
- 虚証であるもの：桂枝加竜骨牡蛎湯（腹直筋の痙攣）
- 瘀血によるもの：当帰芍薬散（虚証、冷え）、桂枝茯苓丸（腹力中等、やや虚証、熱感）、桃核承気湯（実証、精神症状）
- 胃内停水が認められるもの：半夏白朮天麻湯（虚証）
- 胸脇苦満が認められるもの：柴胡加竜骨牡蛎湯（腹力充実）や柴胡桂枝乾姜湯（腹力軟弱）

#### 処方
日本において「血の道症」の効能・効果を有する医療用医薬品および一般用漢方処方は以下のとおり（2008年10月現在）。
温清飲、黄連解毒湯、加味逍遙散、加味逍遙散加川芎地黄（加味逍遙散合四物湯）、芎帰調血飲第一加減、桂枝茯苓丸、桂枝茯苓丸加薏苡仁、甲字湯、香蘇散、柴胡桂枝乾姜湯、三黄散、三黄瀉心湯、四物湯、逍遙散（八味逍遙散）川芎茶調散、女神散、抑肝散、抑肝散加陳皮半夏

## 歴史

### 江戸時代まで
漢方の古典等における血の道症または類似する語句に関する記載および解釈は以下のとおりである。
- 僧である有隣の撰述による『福田方』（1362年）婦人の部に、『千金方』、『直指方』、『産育保全集』等より引用し、「独り婦人にありて男子になきところの三十六疾（十二帯下、九痛、七害、五傷、三痛）は皆血の病なり。治方は和剤局方の四物湯、婦人の宝なり」とあり、この時代（南北朝時代）ではまだ「血の道」なる呼称は一般的ではなかったと考えられる。
- 1686年（貞享3年）、『雍州府志』（黒川道祐）の「歯牙薬」に、「婦人病を治するを血道医、小児を治するを小児医者、歯牙を治するを歯薬師、眼科を目医者、癰瘍を治するを専ら外科と称す」と、婦人病として「血（の）道」の語がみられる。
- 1740年（元文5年）、『牛山活套』（香月牛山）には「婦人産後は気血を補うべし、産後血の道持ちとて生涯病者なる者あり」と、産後に起る病として「血の道」との病名が江戸時代中期には使用されている。

- 1815年（文化12年）、『医事小言』（原南陽）巻五婦人門には独立した疾患として「血の道」なる表現を用いているのが見られ、「婦人産後血熱退ぎかね、或は漏血の後よりし、或は蓐に在るときの心労驚動などよりし、上衝、頭痛、大いに欠坤し、耳鳴、眩暈、心気乏少、寒熱発作、五心煩熱、心中驚悸、明を悪みて暗室に入り、或は人と対することを忌む等の症を一面に血の道と称す。翠鳳散之を主る」と病因と神経症状を詳述している。
- 1821年（文政4年）、『医療手引草別録下』（加藤謙斎）産後の部には、多くの箇所に「血の道と」の記載があり、この頃には一般化されたものと考えられる。
- 1841年（天保12年）、『養生弁』（水野沢斎）には、「血の道とは日本の詞にして漢土になき病名なり。方書にいえる産前、産後、経閉、崩漏など総べてをいう名にして、経行の血の道筋の煩いという意味にして男子になき病なり。経水の変より三十六疾の病となり、千変万化に悩ますなり」と述べ、器質的疾患を除外していないものを「血の道」としている。
- 1855年、『類聚方広義』（尾台榕堂）柴胡桂枝湯条欄外の註文に「婦人故無く、増寒壮熱、頭痛、眩暈、心下支結、嘔吐、悪心、肢体酸輭、或は瘻痺、欝々人に対するを悪み、或は頻々欠伸するもの、俗にこれを血の道という」とし、榕堂は器質的疾患と血の道を区別していたことがうかがえる。

### 明治から戦前
明治政府によって西洋医学中心の医療となり、1935年（昭和10年）発行の辞苑（広辞苑の前身）では、「血の道とは、血液の流行する道、即血脈（血管）のこと、転じて婦人生殖器に伴う全身異常、頭痛、逆上、眩暈、温熱感、寒冷感、発汗、又は生殖器出血等を総称する俗語なり」と、「血の道」は俗語として扱われている。

### 九嶋勝司
1954年（昭和29年）、当時福島医科大学産婦人科教授であった九嶋勝司（のち秋田大学学長、東北大学教授）は、更年期障害と類似の症状が思春期、妊娠、産褥などによっても発現することに着目して、血の道について西洋医学的に臨床的な検討を加えた研究論文を『日本医師会雑誌』に発表し「婦人に見られる更年期障害類似の自律神経症候群を血の道症と言う」と定義することを提唱した。この論文において、血の道症の原因の1つは内分泌にあるが、エストロゲンの欠乏やゴナドトロピンの過剰など単一ホルモンの過不足によるのではなく相対的な不均衡にあるとし、これを「内分泌性血の道症」と分類した。また、第2の原因は精神の葛藤に基づくものであり、苦しい葛藤が身体症状に逃避していることによるとして、これを「心因性血の道症」と分類した。さらに、血の道症の発生頻度、症状の分類、他疾患との鑑別、内分泌性と心因性の鑑別などについて明らかにし、ホルモン療法その他の薬物療法、臍帯埋没療法などを紹介した。
なおその後、九嶋はさらなる検討を加え1971年（昭和46年）の論文にて、「血の道症」を「不定愁訴症候群」と改め、「内分泌性血の道症」を「自律神経失調症」とし、「心因性血の道症」は心身症の一つであり「心因性不定愁訴症候群」と呼ぶことを提唱している。
その後、他の医師達は「血の道症」について以下のような解説あるいは定義を行っている。
- 医史学者でもある龍野一雄は、1979年の著書『漢方医学大系』にて「血の道症は更年期様症候群、婦人身体ノイローゼ、婦人心身症などのいろいろな呼び方があるが、要するに主として精神 - 自律神経 - 月経障害の3つががっちり組み合わされた症候群」と述べている[11]。
- 大塚敬節は、大塚没後発行の著書『大塚敬節著作集』（1982年）にて「血の道症というのは婦入特有の神経症で、続けてそうは（掻爬）を受けた後、流産の後、またお産のときに、びっくりしたり、心配ごとがあったりして、それがもとで起こることがあります。また、更年期障害も血の道症のなかに入ります」と述べている[12]。
- 山田光胤は、1995年の著書『漢方の診察と治療：基礎編』にて「血の道症とは、成人女性のみに起こる病態であって、女性特有の生理現象と密接に関連して起こる精神・神経症状を基調とする病態である。女性の生理現象には、月経、妊娠、分娩、更年期等の正常なものと、流産、死産の異常な場合とがある。」と定義している[5]。

### 平成
2008年、厚生労働省はそれまで内規として運用してきた「一般用漢方処方に関する承認における基準」の改定にあたり、薬事・食品衛生審議会一般用医薬品部会における議論を経て一般用漢方(210)処方のうち「血の道症」の効能・効果を有する処方については、「効能・効果に関連する注意」として以下の表記を行うよう改定後の「一般用漢方製剤承認基準」に定めた。
| 「 | 血の道症とは、月経、妊娠、出産、産後、更年期など女性のホルモンの変動に伴って現れる精神不安やいらだちなどの精神神経症状および身体症状のことである。 | 」 |